# Знак темряви
«Знак темряви» (англ. Credo) — британський кінофільм режисера Тоні Хармана, що вийшов на екрани в 2008 році.

## Сюжет
Один церковник здійснив обряд, результатом якого повинен був стати доказ існування пекла. Та все обернулося несподіваним чином і призвело до смерті не тільки цього чоловіка, але й інших задіяних у таємній церемонії. Минув час. Раптово потривожені молодими людьми духи загиблих почали створювати страхітливу атмосферу, прагнучи, мабуть, організувати пекло на землі.

## У ролях
| Актор           | Роль            |
| --------------- | --------------- |
| Рі Бейлі        | Джаз            |
| Міанна Берінг   | Еліс            |
| Кріс Куртеней   | бібліотекар     |
| Філіп Делансі   | батько Еліс     |
| Стівен Гейтлі   | Саймон          |
| Вікторія Хенлін | Ейлін           |
| Кріс Джамба     | Сет             |
| Марк Джозеф     | Скотт           |
| Наталі Паунолл  | Тіммі           |
| Колін Селмон    | доктор Рейнолдс |

## Знімальна група
- Режисер — Тоні Харман
- Сценарист — Алекс Вейкфорд
- Продюсер — Майкл Доббін, Тоні Харман, Алекс Вейкфорд
- Композитор — Кім Холлідей